# علي حمدي الجمال
علي حمدي الجمال (19 سبتمبر 1925 - 11 سبتمبر 1979) هو صحفي مصري، ورئيس تحرير جريدة الأهرام السابق ورئيس مجلس إدارة مؤسسة الأهرام السابق، ونقيب الصحفيين المصريين السابق.

## دراسته
ولد في 9 سبتمبر 1925، دمياط درس الجمال في كلية الزراعة بجامعة القاهرة وتخرج منها عام 1947، ثم تخرج من معهد الصحافة عام 1949.

## مسيرته الصحفية
عمل الجمال سكرتيراً لتحرير جريدة الزمان المسائية عام 1947، ومحرراً سياسياً بجريدة أخبار اليوم كمخبر صحفي بمجلسي الوزراء والشيوخ ثم شغل منصب نائب رئيس تحرير جريدة أخبار اليوم منذ عام 1952 وحتى عام 1956.

## مسيرته في الأهرام
رأس تحرير جريدة الأهرام حتى أصبح رئيساً لمجلس إدارة مؤسسة الأهرام عام 1974.
أنشأ باب يومي في جريدة الأهرام تحت عنوان «حديث الناس» لمناقشه مشاكل الجماهير، كما حصل على قرار عدم جواز نقل الصحفي إلى العمل الإداري وأعاد 74 صحفيا نقلوا إلى أعمال غير صحفية.
ضم أربعة صفحات جديدة للأهرام وهم صفحات دنيا الثقافة، الصفحة الخارجية، صفحة التليفزيون، الصفحة المفتوحة وباب وجهة نظر.

## عمله النقابي
كان عضواً في لجنة تنظيم الصحافة وتحويلها لسلطة رابعة، ووكيلاً للجنة المقترحات المتفرعة من الدستور، وعضواً في المؤتمر القومي العام للاتحاد الاشتراكي ولجنة النقابات المهنية، أصبح نقيباً للصحفيين عام 1971.
مثل نقابة الصحفيين في الاجتماع الذي عقدته الأمم المتحدة في نيويورك بشأن حقوق الصحافة والصحفيين، وحصل على قرار برفع معاش الصحفيين.

## الجوائز والتكريمات
نال جائرة «آد جار جلاد» السنوية لأحسن ريبورتاچ لصحفي أقل من 30 سنة، كما تم منحه وسام الجمهورية من الطبقة الأولى مساء يوم وفاته.